# 大叶苦柯
大叶苦柯（学名：Lithocarpus paihengii）为壳斗科柯属的植物，为中国的特有植物。分布于中国大陆的江西、福建、广东、广西、湖南等地，生长于海拔700米至1,600米的地区，一般生于山地杂木林中，目前尚未由人工引种栽培。

## 别名
大叶板、苦锥树、大叶苦锥（广东）